# Raïon de Nakhimov
Pour les articles homonymes, voir Nakhimov.
Le raïon de Nakhimov (en russe : Нахимовский район, en ukrainien : Нахімовський район) est un district de la ville de Sébastopol dans la péninsule de Crimée en Ukraine. Elle est occupée par la Russie depuis 2014.
Il correspond aux quartiers septentrionaux de la cité, situés de part et d'autre de la baie de Sébastopol, mais surtout au nord de celle-ci.
Il a été baptisé en l'honneur de l'amiral Pavel Nakhimov, qui commanda les forces navales et terrestres lors du siège de la ville, pendant la guerre de Crimée.

## Patrimoine
Le musée de la batterie Michel,  le chantier naval de Sébastopol la gare de Sébastopol, l'église Saint-Nicolas de Sébastopol, le cimetière militaire de Sébastopol.

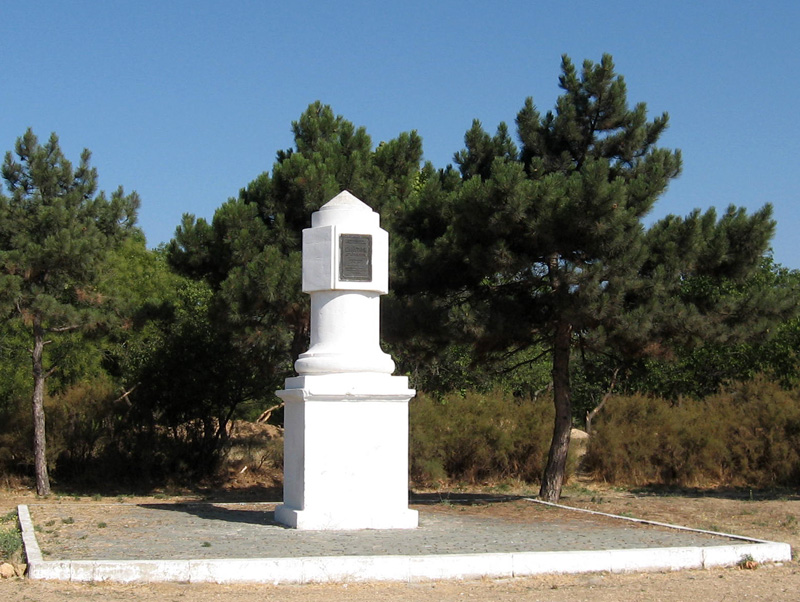
Borne de Catherine classée
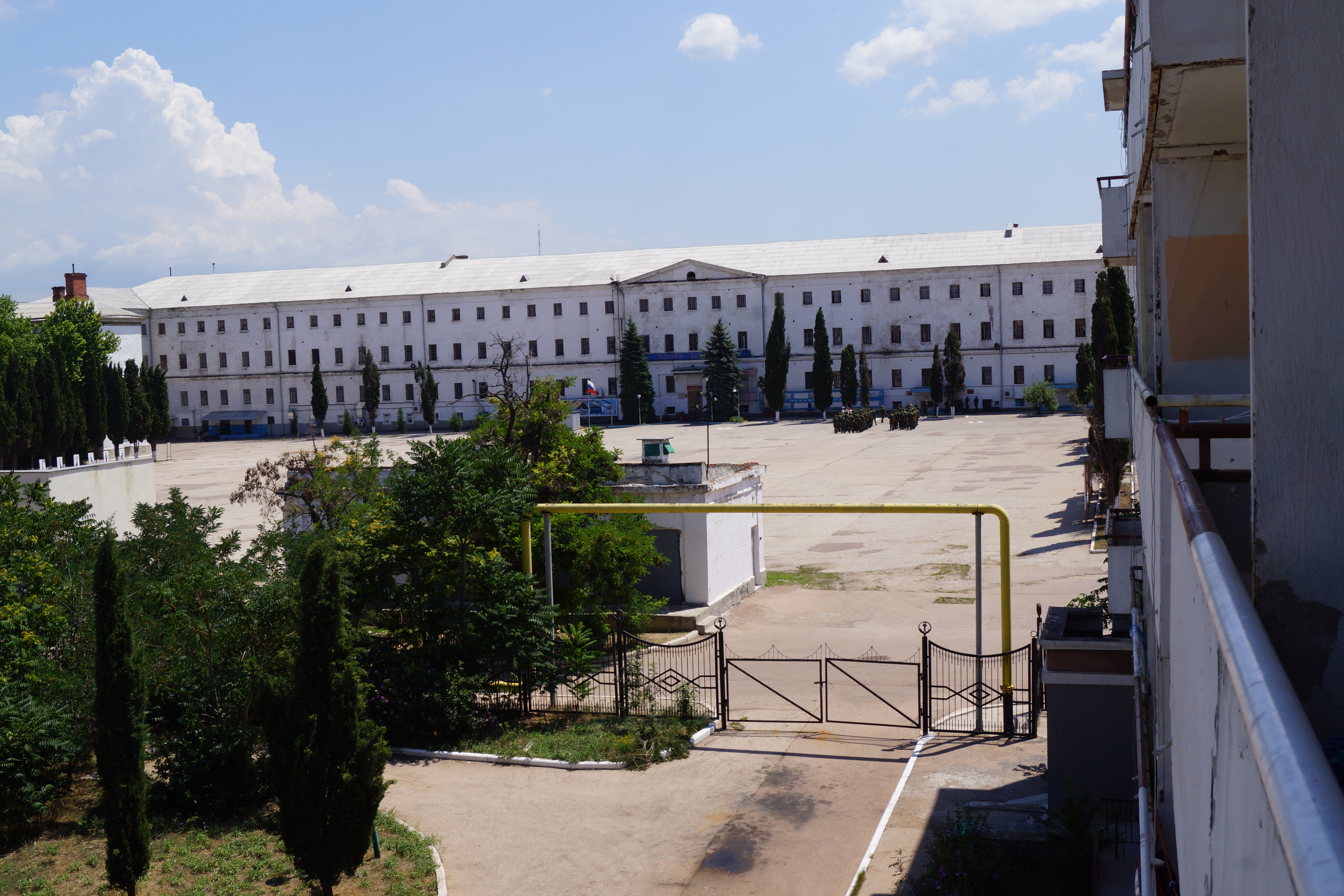
casernes Lazarev classées en Ukraine[2] et en Russie[3],
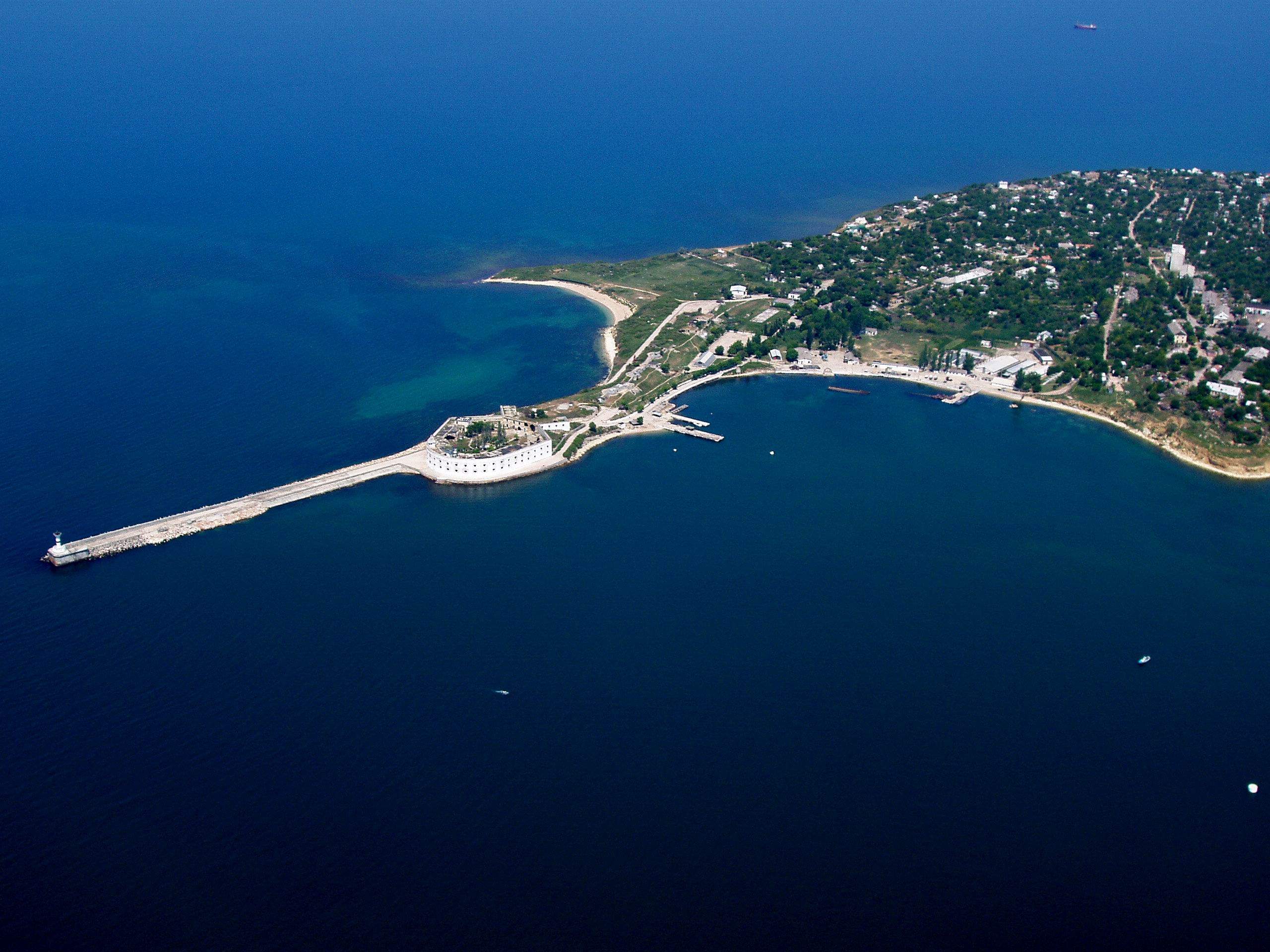
la batterie Constantin,
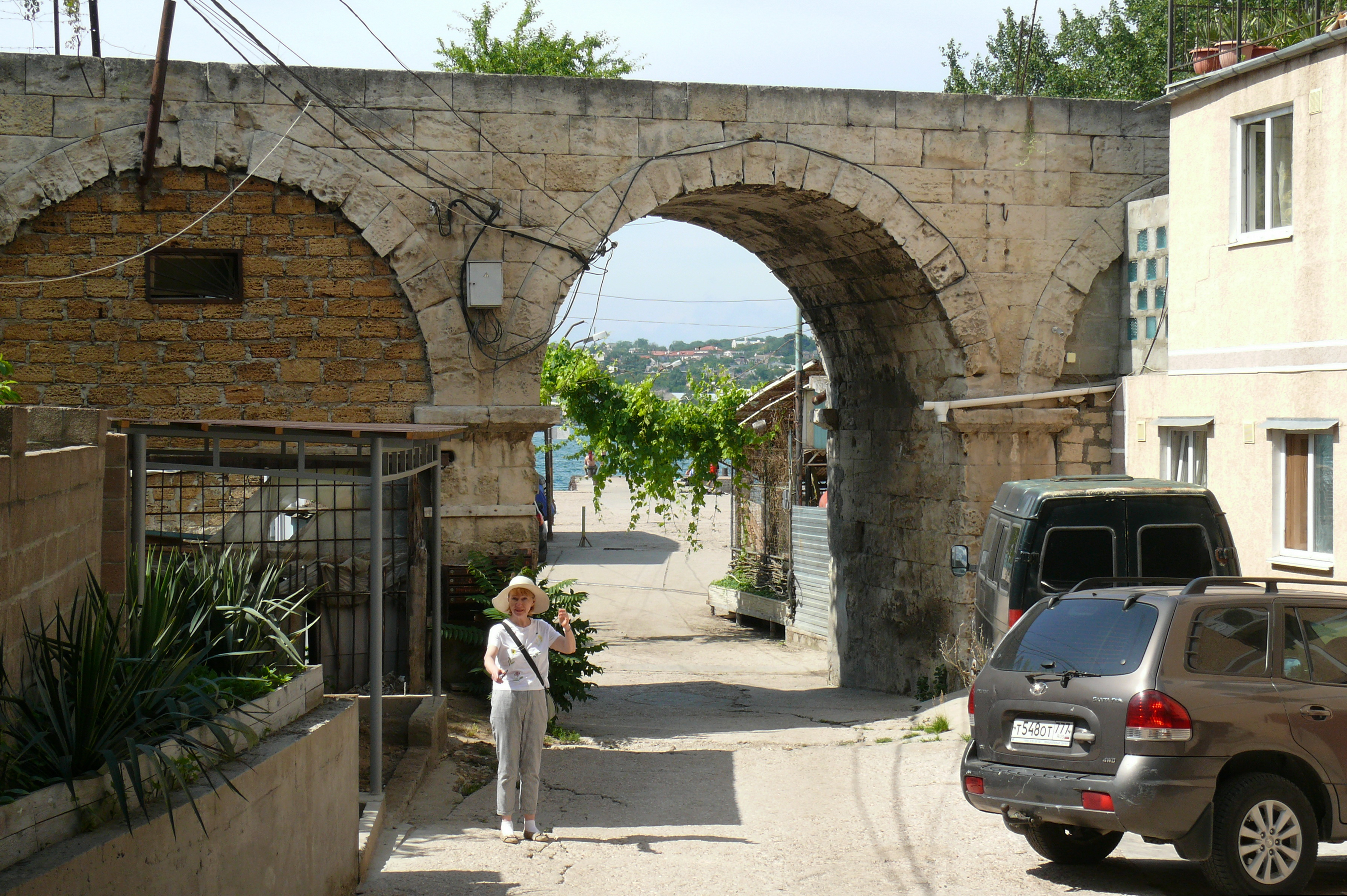
l'aqueduc de Sébastopol classé